# Гвајана на Светском првенству у атлетици на отвореном 1983.
Гвајана је учествовала на 1. Светском првенству на отвореном 1983. одржаном у Хелсинкију, Финска, од 7. до 14. августа.
На првенству у Хелсинкију Гвајану је представљало троје атлетичара који су се такмичили у 4 дисциплине.
Гвајана није освојила ниједну медаљу али су оборена два лична рекорда.

## Учесници
| Мушкарци: - Ерл Халеј — 100 м, 200 м | Жене: - Џун Грифит — 400 м - Џенифер Инис — Скок удаљ |  |

## Резултати

### Мушкарци
| Атлетичар | Дисциплина | Лични рекорд | Квалификације | Квалификације | Четвртфинале | Четвртфинале | Полуфинале | Полуфинале | Финале   | Финале       | Детаљи |
| Атлетичар | Дисциплина | Лични рекорд | Резултат      | Место         | Резултат     | Место        | Резултат   | Место      | Резултат | Место        | Детаљи |
| --------- | ---------- | ------------ | ------------- | ------------- | ------------ | ------------ | ---------- | ---------- | -------- | ------------ | ------ |
| Ерл Халеј | 100 м      |              | 10,77 ЛР      | 4. у гр. 3    |              |              |            |            |          | 42 / 65 (67) |        |
| Ерл Халеј | 200 м      |              | 21,55 кв      | 6. у гр. 1    | 21,39 ЛР     | 6. у гр. 1   |            |            |          | 26 / 30 (32) |        |

### Жене
| Атлетичарка  | Дисциплина | Лични рекорд | Квалификације | Квалификације | Четвртфинале | Четвртфинале | Полуфинале            | Полуфинале            | Финале                | Финале       | Детаљи |
| Атлетичарка  | Дисциплина | Лични рекорд | Резултат      | Место         | Резултат     | Место        | Резултат              | Место                 | Резултат              | Место        | Детаљи |
| ------------ | ---------- | ------------ | ------------- | ------------- | ------------ | ------------ | --------------------- | --------------------- | --------------------- | ------------ | ------ |
| Џун Грифит   | 400 м      | 51,37        | 54,02         | 3. у гр 2     | 53,47        | 5. у гр 3    | није се квалификовала | није се квалификовала | није се квалификовала | 19 / 26 (32) |        |
| Џенифер Инис | Скок удаљ  | 6,82         | 6,45          | 5. у гр Б     |              |              |                       |                       | 6,54                  | 11 / 25 (34) |        |